# Base aerea di Ghardabiya
La base aerea di Ghardabiya è un aeroporto libico a doppia funzione per l'aviazione libica o Al-Quwwat al-Jawwiyya al-Libiyya a due km da Qasr Abu Hadi e 20 km a sud della città di Sirte. Incorpora anche un aeroporto per uso civile. È stato catturato dallo Stato Islamico dell'Iraq e del Levante nel maggio 2015, e secondo quanto riferito è stato catturato dalle forze filogovernative nel giugno 2016 (IATA: SRX, ICAO: HLGD).
È la base di partenza del 1124 Bomber Squadron e del 1° Fighter-Bomber Squadron che utilizza l'aereo Su-22 (sviluppo del Sukhoi Su-17). La base gestisce anche l'Aero L-39 Albatros per le missioni controinsurrezionali.
A causa della prima guerra civile in Libia del 2011 tutti i voli sono stati sospesi; tuttavia, dalla fine del conflitto, la Libyan Airways ha ripreso il servizio. Non è al momento noto se l'Air Libya Tibesti stia usando l'aeroporto.

## Storia
Nel maggio 1925 è sede della 12ª Squadriglia della Regia Aeronautica.
Nel 1930 la 104ª Squadriglia mista è a Sirte nell'Aviazione della Tripolitania e nel 1938 è presente l'89ª Squadriglia del 1º Gruppo aviazione presidio coloniale (I Gruppo) sui Caproni Ca.309.
Il 20 e 21 marzo 2011 è stato preso di mira da bombardieri stealth B-2 Spirit dell'United States Air Force equipaggiati con munizioni a guida di precisione durante l'Intervento militare in Libia del 2011. L'United States Navy ha anche partecipato all'attacco per annullare la capacità operativa della Libyan Air Force con l'uso di missili da crociera BGM-109 Tomahawk.
Nel maggio 2015, i militanti dello Stato Islamico hanno preso il controllo dell'aeroporto, dopo aver preso il pieno controllo della vicina Sirte solo alcune settimane prima. Il 4 giugno 2016, i combattenti del governo pro-libico hanno dichiarato di aver catturato la base aerea dallo Stato Islamico.